# Universidad Nacional de Rosario
La Universidad Nacional de Rosario (UNR) es una universidad pública argentina con sede en la Ciudad de Rosario, Provincia de Santa Fe; fue creada durante la dictadura del Gral. Juan Carlos Onganía en 1968 a través de la denominada Ley N.º 17.987. La estructura con la que dio comienzo fue un desprendimiento de la Universidad Nacional del Litoral, de quien toma sus primeros organismos académicos y administrativos. Cuenta con campus de 6,8 ha donde se brinda una oferta académica compuesta por 124 carreras de postgrado, 63 títulos de grado, 15 tecnicaturas, 53 títulos intermedios, 26 títulos por articulación con el sistema de educación superior no universitario y 32 postítulos. A esta oferta académica se le sumó en los últimos años el «campus virtual» desde el cual brindan cursos en la modalidad a distancia.
Es una de las 5 mejores universidades públicas de Argentina y en 2016 fue clasificada en el puesto 49 de las mejores instituciones educativas de América Latina, escalando 18 posiciones con respecto al año anterior.
La institución también comprende con una editorial UNR Editora y los medios de comunicación: Radio Universidad (FM 103.3 MHz) y la señal de TV Unicanal.

## Historia
La estructura con la que dio comienzo fue un desprendimiento de la Universidad Nacional del Litoral, de quien toma sus primeros organismos académicos y administrativos. En sus inicios, la Universidad Nacional del Litoral nació   con tres Facultades en   Rosario,   creadas sobre la base de estructuras preexistentes: el Hospital del Centenario habría de dar origen a la Facultad de Ciencias Médicas; el Colegio Industrial de la Nación, a la Facultad de Ciencias Matemáticas, Físico-químicas y Naturales Aplicadas a la Industria  (hoy Facultad de Ciencias Exactas, Ingeniería y Agrimensura);  y la Escuela Superior de Comercio,  a la Facultad de Ciencias Económicas, Sociales y Políticas (hoy Facultad de Ciencias Económicas y Estadística).
La aspiración de la comunidad rosarina de contar con una universidad pública propia tuvo que esperar hasta 1968, cuando el Gobierno Nacional de facto dictó, el 29 de noviembre, la ley 17.987, en virtud de la cual, y sobre la base de siete Facultades, Institutos y Organismos de la Universidad Nacional del Litoral asentados en Rosario, se creó esta universidad.

### Antecedentes
La aparición de la Universidad Nacional del Litoral fue la plasmación de un conjunto de proyectos y tensiones sociales, locales y regionles, intersecado con los impulsos de la Reforma Universitaria.
Desde 1912 hubo varios intentos para dotar a Rosario de estudios universitarios regulares. Uno de los primeros pasos los dio Luis B. Laporte, luego Joaquín V. González en su calidad de senador nacional, presentó en 1913 un proyecto de Universidad. En 1917, el diputado nacional Jorge Raúl Rodríguez proyectó la creación de una Universidad de la Provincia.
La insistencia dio lugar a la sanción de la ley 10.861 promulgada el 17 de octubre de 1919, por la que se creó la Universidad Nacional del Litoral y se designaron a Rosario tres Facultades.
Fue creada sobre la base de la Universidad de Santa Fe, que databa de 1889 y contaba con diez facultades y otros institutos, distribuidos en Santa Fe, Rosario, Paraná y Concordia.
En Rosario se ubicaban:
- Facultad de Ciencias Médicas, farmacia y ramos menores; que a su vez comprende las siguientes escuelas: Medicina, Bioquímica y farmacia, Escuela Superior de Enfermería, Obstetricia, Fonoaudiología, Escuela de Trabajadores Médicos-Sociales.
- Facultad de Odontología.
- Facultad de Ciencias matemáticas, físico químicas y naturales aplicadas a la industria; donde se cursan las carreras de ingeniero civil, en construcciones, mecánico electricista y la de agrimensor. Dependen de esta facultad la Escuela de Arquitectura y Planeamiento, Escuela Industrial Superior.
- Facultad de Ciencias económicas, comerciales y políticas, para obtener el título de Contador Público y perito partidor. De esta facultad dependen además: curso de ciencias políticas y diplomáticas, curso para estadísticos, Escuela de derecho y Escuela Superior de Comercio
- Facultad de Filosofía y Letras, que comprendía el Profesorado de enseñanza media en filosofía, letras e historia; Auxiliar de psicología y psicólogo; Profesorado de dibujo.
- Facultad de Derecho
- Facultad de Ciencias Agrarias

El número total de estudiantes en el curso de 1963 fue de 15456, de los cuales el 70% eran varones y el 30% mujeres. Las dos facultades más pobladas eran las de ciencias económicas, comerciales y políticas (27%) y las de ciencias médicas, farmacias y ramos menores (26%).
El 75% de la población estudiantil tiene padres de nacionalidad argentina, el 7,3% de nacionalidad italiana, el 6,7% de nacionalidad española. Interesa también los estratos sociales de los cuales proceden los estudiantes. De las investigaciones realizadas, resulta que solamentge el 5,7% de la población estudiantil de la Universidad Nacional del Litoral proviene de medios obreros. La ocupación de los padres de los alumnos es en su mayoría: Profesional universitario (13%) y Patrón (con 1 a 5 personas ocupadas).
Con el tiempo y según las exigencias lo requerían, fueron abriéndose nuevas Facultades, siempre dependientes del Rectorado con sede en Santa Fe. Este constante crecimiento hizo que se considerase justo pedir la creación de la Universidad Nacional de Rosario.

### Creación
El 28 de noviembre de 1968 el Gobierno Nacional dictó la ley 17.987 en virtud de la cual, sobre la base de las siete Facultades y demás institutos y organismos dependientes de la Universidad Nacional del Litoral, con asiento en la ciudad, se creó la décima universidad nacional argentina: de Rosario.
Las siete facultades eran: Ciencias Médicas, Ciencias, ingeniería y Arquitectura, Ciencias Económicas, Filosofía, Derecho y Ciencias Políticas, Odontología y Ciencias Agrarias. También la integraban los hospitales escuelas, dos escuelas secundarias, el instituto Superior de Música de Rosario y el Instituto Superior de Bellas Artes.
La constitución oficial de la Universidad se realizó con un acto realizado en el Teatro El Círculo. El primer rector fue el doctor José Luis Cantini.

## Unidades académicas

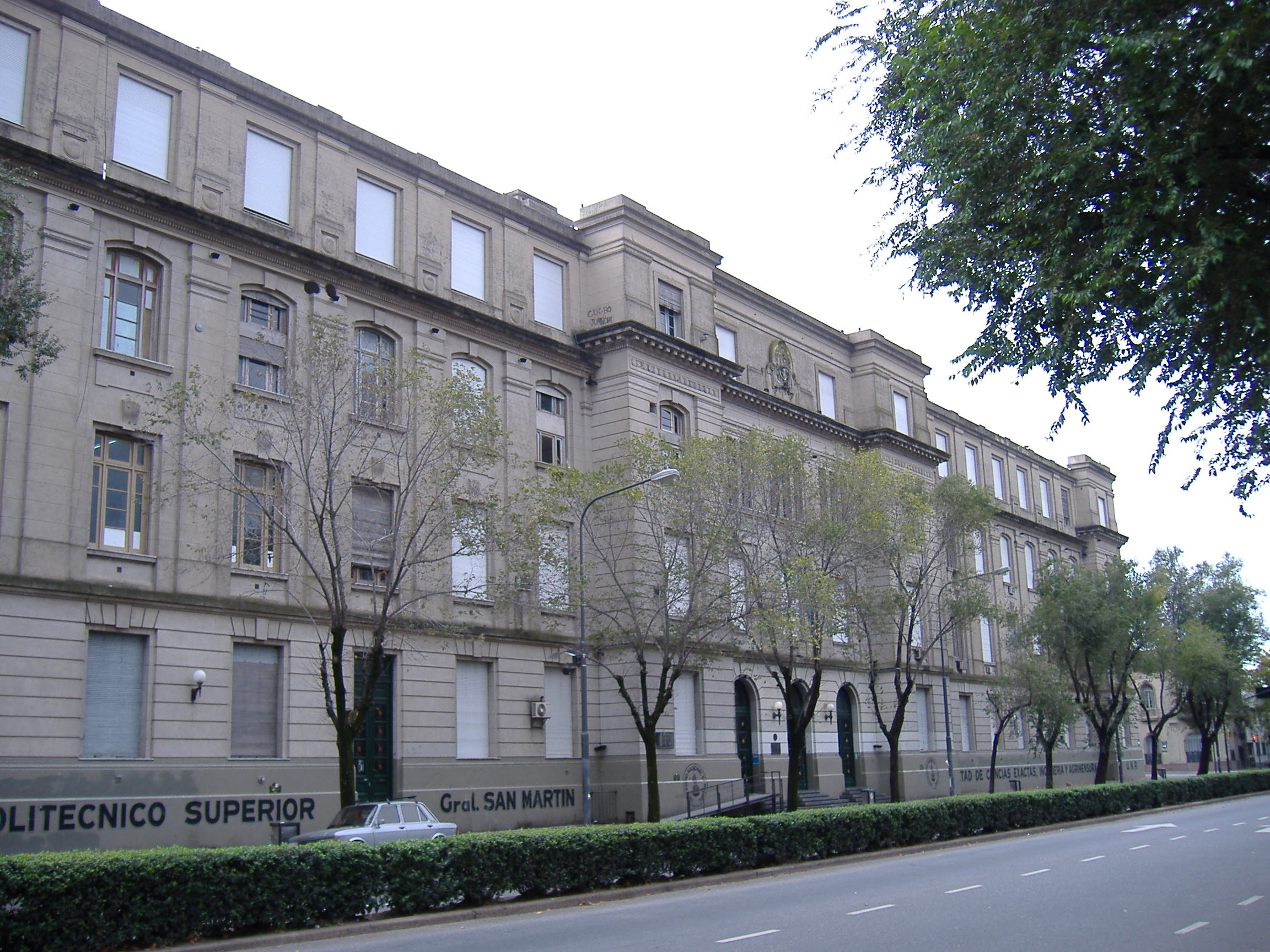
Facultad de Ingeniería y Politécnico.

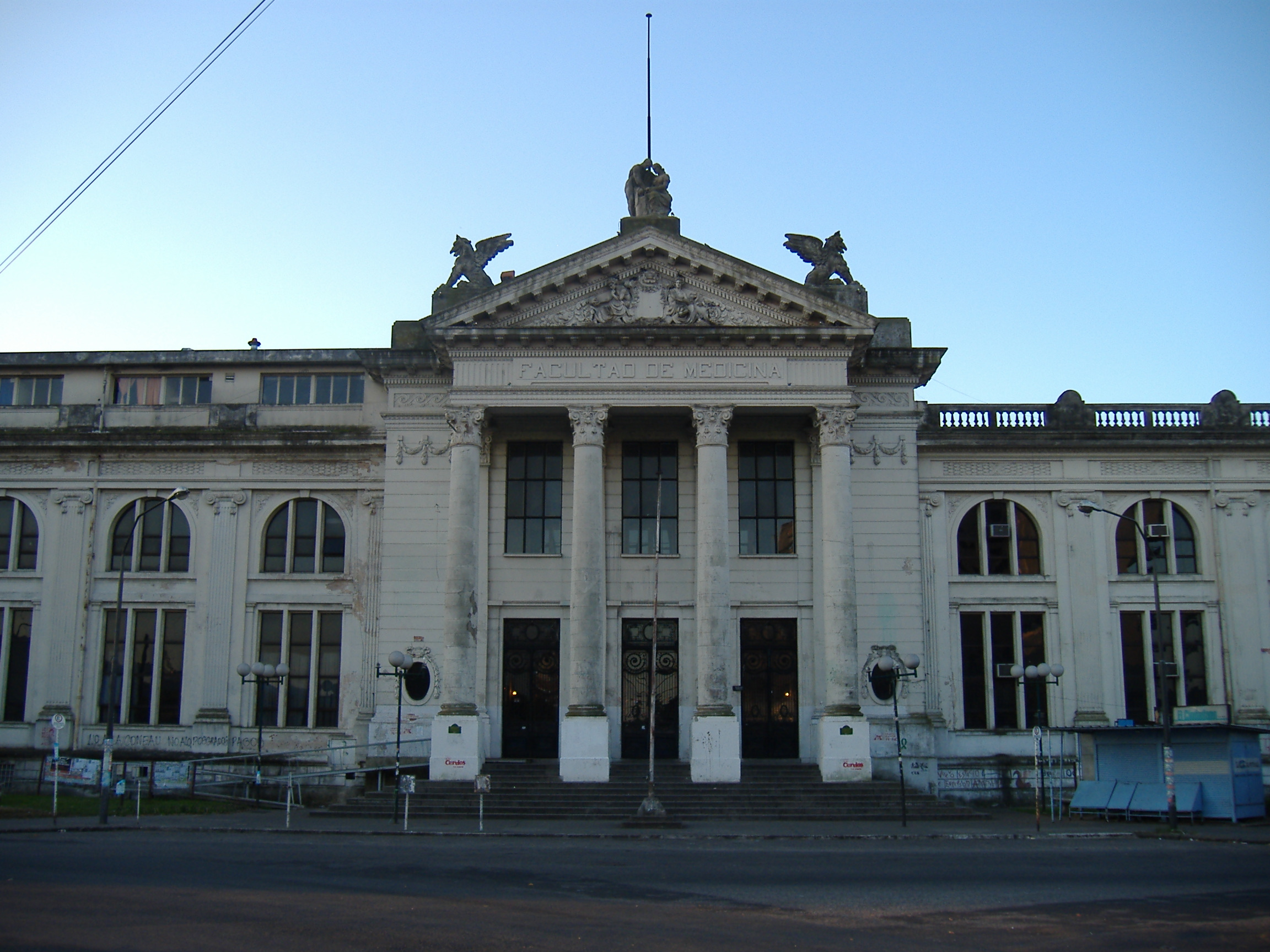
Facultad de Medicina.

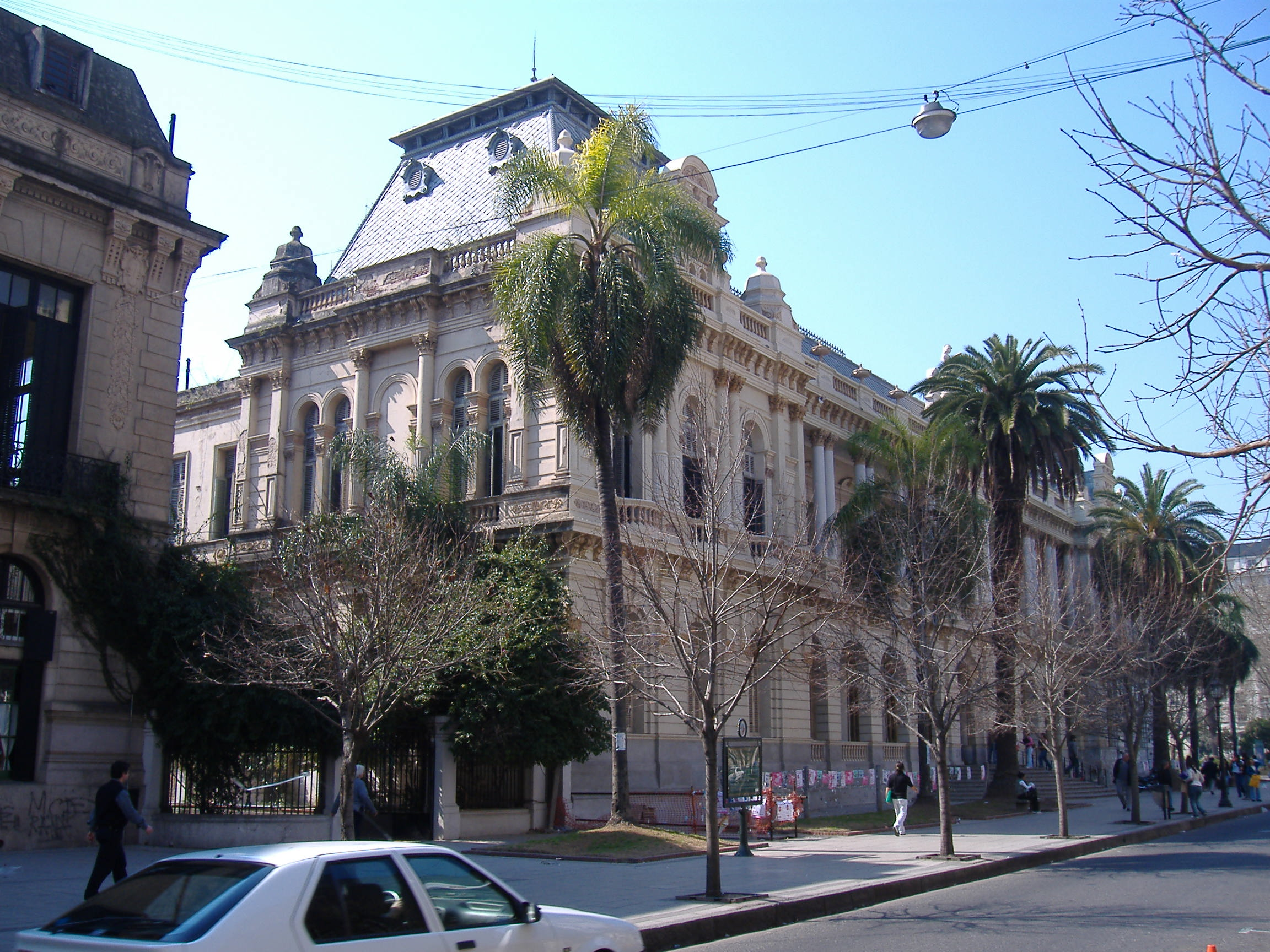
Facultad de Derecho.

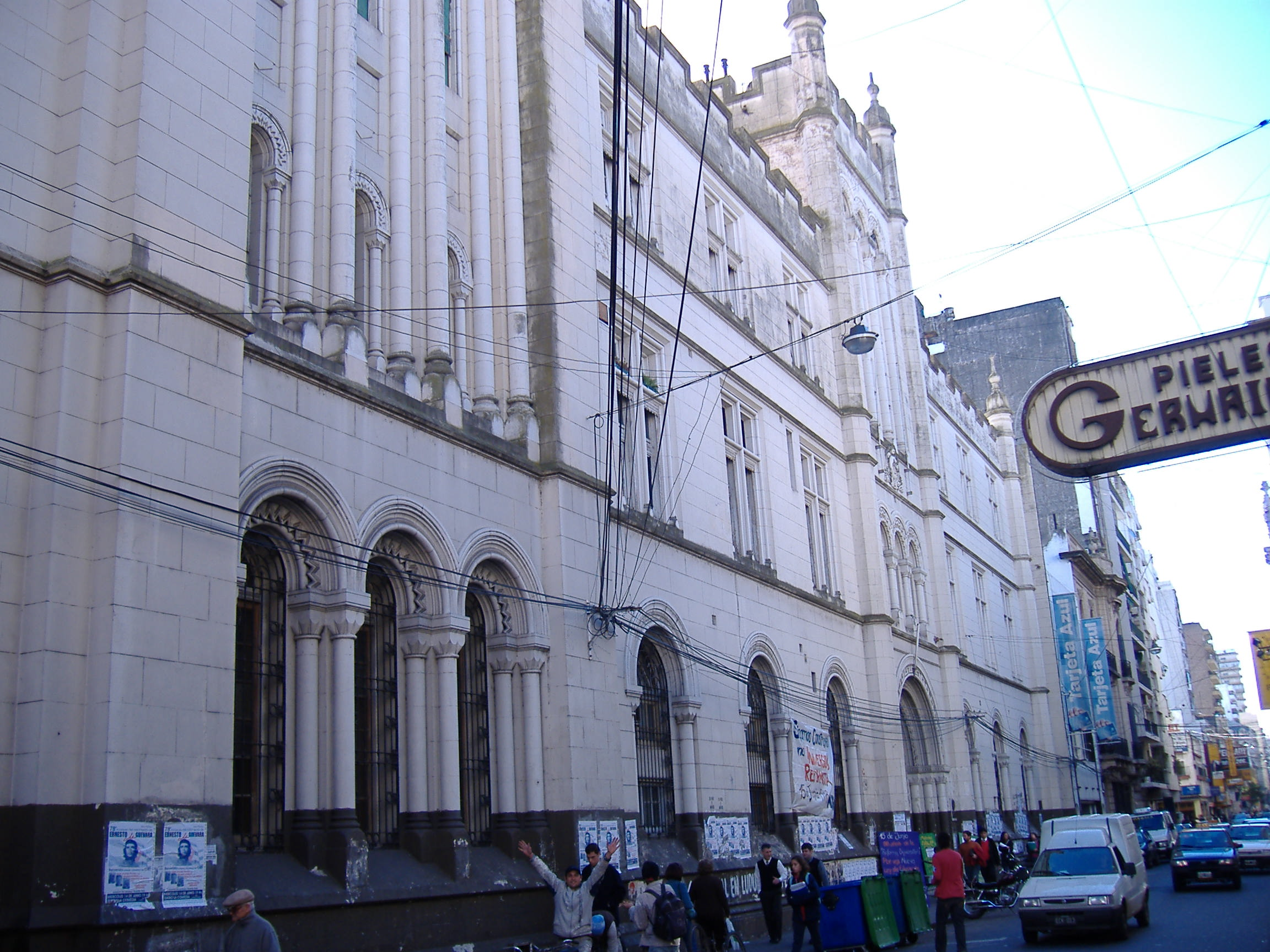
Facultad de Humanidades y Artes.

La Universidad Nacional de Rosario cuenta con las siguientes facultades:
- Facultad de Ciencias Exactas, Ingeniería y Agrimensura
- Facultad de Ciencias Políticas y Relaciones Internacionales
- Facultad de Ciencias Médicas
- Facultad de Ciencias Bioquímicas y Farmacéuticas
- Facultad de Arquitectura, Planeamiento y Diseño
- Facultad de Derecho
- Facultad de Odontología
- Facultad de Ciencias Agrarias
- Facultad de Ciencias Veterinarias
- Facultad de Ciencias Económicas y Estadística
- Facultad de Psicología
- Facultad de Humanidades y Artes

Otras unidades académicas con las que cuenta:
- Instituto Politécnico Superior «Libertador General San Martín»
- Escuela Superior de Comercio «Libertador General San Martín»
- Escuela Agrotécnica «Libertador General San Martín»
- Centro de Estudios Interdisciplinarios

## Consejo de Investigaciones
El Consejo de Investigaciones de la Universidad Nacional de Rosario (CIUNR), de acuerdo al estatuto de la misma, es entidad coordinadora y promotora de la investigación científica, y actúa como asesora en ciencia y tecnología del rector y del Consejo Superior. Asimismo, coordina parte de sus funciones con la SECYT (Secretaría de Ciencia y Tecnología), cubriendo la totalidad del quehacer científico-técnico de la universidad.

## Medios de comunicación de la universidad
La Universidad Nacional de Rosario cuenta con una gran variedad de medios de comunicación. Entre ellos podemos encontrar:
- Radio Universidad: Realiza sus transmisiones 24 horas por día en la frecuencia 103.3 MHz en FM.
- LaBSo: El Laboratorio de Sonido (LabSo) es un espacio que se inauguró en octubre de 2010 en la Facultad de Ciencia Política y Relaciones Internacionales, en el lugar donde se encontraba el viejo estudio de radio, gracias a sus características técnicas y edilicias, se han desarrollado prácticas eficaces y explorado nuevas líneas de acción y experimentación sonora. Además, desde 2012 se transmite por streaming en el sitio oficial[13] con programas realizados por estudiantes, docentes y no docentes de las cuatro carreras: Licenciatura en Ciencia Política, Licenciatura en Relaciones Internacionales, Licenciatura en Trabajo Social y Licenciatura en Comunicación Social.  Actualmente, se dictan cursos gratuitos de introducción a la edición de sonido, realización radial, lectura interpretativa, y también se producen acciones destinadas a la inclusión social, como el proyecto de bibliografía sonora para personas con discapacidades visuales “Leete Algo”, entre otros. Se realizan así tareas de producción, capacitación y extensión Archivado el 15 de septiembre de 2016 en Wayback Machine., para toda la comunidad educativa.
- I+D - Investigación más Divulgación: Espacio de divulgación de la ciencia con entrevistas y producciones multimedia, sobre las principales investigaciones que se desarrollan en el seno de la universidad o las de catedráticos que visitan cada una de las facultades.
- Las redes sociales, que son gestionadas por la Dirección de Comunicación Multimedial), son: Facebook, con más de 70 mil seguidores y una actualización diaria de todo lo sucedido en torno a la universidad; Twitter, con más de 20 mil seguidores e Instragram.
- DocuMedia: Periodismo Social Multimedia: Un todo integrado a través de diversos materiales multimedia, utilizando diversos géneros periodísticos como la nota de opinión, la infografía y principalmente, la entrevista.
  - Vibrato: Escuela Orquesta del Barrio Ludueña.[14] Esta producción (año 2008) fue finalista en el año 2009 en la categoría Internet en el Premio Nuevo Periodismo CEMEX+FNPI de la Fundación Nuevo Periodismo Iberoamericano, presidida por Gabriel García Márquez.
  - Peligro: Obras en construcción.[15] En esta producción, del año 2009, trata sobre los problemas generados a los vecinos a partir el boom de la construcción en la ciudad de Rosario.
  - Documedia Migraciones.[16] Producción del año 2012 que aborda la situación socioambiental de los humedales frente a la ciudad de Rosario.
  - Calles Perdidas: El Avance del Narcotráfico en Rosario.[17] Producción del año 2013 que recibió en septiembre de este mismo año una mención especial del jurado en el Premio Latinoamericano de Periodismo sobre Droga. También se le sumó la Declaración de Interés Municipal (decreto N.º: 39.687) efectuada por el Concejo de Rosario y la Declaración de Interés Provincial por la Cámara de Diputados de la Provincia de Santa Fe. Y otro reconocimiento internacional como el Premio Internacional Rey de España 2013, en la categoría Periodismo Digital, entregado por la Agencia EFE y la Agencia Española de Cooperación Internacional.
  - Mujeres en Venta:Trata de persona con fines de explotación sexual en Argentina.[18] Producción del año 2015 con diversos reconocimientos, entre ellos: Declaración de Interés Municipal: Concejo Municipal de Rosario (Decreto N.º: 42.492) Rosario, 03-12-14; Selección Oficial Premio Gabriel García Márquez 2015, en la categoría Innovación (Medellín, Colombia, 30-09-15); Diploma de Reconocimiento Premio FOPEA al Periodismo de Investigación de la Argentina 2015 en la categoría Periodismo en Profundidad (CABA, 03-11-2015); Declaración de Interés: Honorable Cámara de Diputados de la Nación (Resolución N° 5.486-D.-2015) CABA, 24-11-2015 Archivado el 18 de septiembre de 2016 en Wayback Machine.; Selección Oficial Los Ángeles Cine Fest. Categoría Web/New Media. Los Ángeles, 10/03/2016; Selección Oficial TMCLFF London Film Festival, categoría Best Human Rights Film (Londres, 15-03-16) y Ganador Los Ángeles Cine Fest, en la categoría Web/New Media (25-03-2016).
- UNRVlogTV: Noticiero web de la UNR, que funciona desde el mes de mayo de 2008 y cuenta con más de 250 suscriptores.
- e-Universitas UNR Journal: Revista electrónica de la universidad, publicación con referato destinada a la divulgación de la producción académica, abarca todas las áreas temáticas de conocimientos.
- Café 2.0: Entrevistas en la web sobre comunicación, educación y tecnología.
- Agenda Pública: Programa televisivo que se propone presentar una serie de contenidos periodísticos que buscan referenciar la agenda de discusión de Rosario y su región.

## Centro Universitario Rosario «La Siberia»
La Siberia es una denominación con la que es popularmente conocida la Ciudad Universitaria de Rosario o Centro Universitario Rosario (CUR). Se ubica al sur del distrito centro de la ciudad de Rosario, provincia de Santa Fe, Argentina. Coloquialmente se conoce a esta zona como "República de la Sexta" dado que allí se encuentra emplazada la comisaría 6.ª de la U.R.II. El término "Siberia" fue adoptado debido a que al momento de trasladarse las primeras facultades a esa zona, era un lugar desolado, con mínima urbanización y rodeado de terrenos baldíos; justamente estas características justificaban su analogía con la lejana región rusa.
En las barrancas del Río Paraná, enfrentando al Puerto de Rosario, se dispuso en 1952 que las antiguas instalaciones de una estación del Ferrocarril Rosario a Puerto Belgrano sean destinadas a albergar el nuevo campus universitario y, seis años más tarde, la propiedad de los terrenos fue transferida a la Universidad. El Centro Universitario se emplazó en dicho lugar en el año 1974. En la actualidad, funcionan allí dependencias de cinco facultades de la UNR e institutos del CONICET.